# Pseudoinonotus
Pseudoinonotus T. Wagner & M. Fisch. (bladoporek) – rodzaj grzybów z rodziny szczeciniakowatych (Hymenochaetaceae). W Polsce występuje jeden gatunek.

## Systematyka i nazewnictwo
Pozycja w klasyfikacji według Index Fungorum: Hymenochaetaceae, Hymenochaetales, Incertae sedis, Agaricomycetes, Agaricomycotina, Basidiomycota, Fungi.

## Gatunki
- Pseudoinonotus chondromyelus (Pegler) T. Wagner & M. Fisch. 2001
- Pseudoinonotus dryadeus (Pers.) T. Wagner & M. Fisch. 2001 – bladoporek płaczący
- Pseudoinonotus juniperinus (Bernicchia & S. Curreli) Zmitr., Malysheva & Spirin 2006
- Pseudoinonotus tibeticus (Y.C. Dai & M. Zang) Y.C. Dai, B.K. Cui & Decock 2008
- Pseudoinonotus victoriensis (Lloyd) T. Wagner & M. Fisch. 2001

Nazwy naukowe na podstawie Index Fungorum. Nazwy polskie według rekomendacji Komisji ds. Nazewnictwa Grzybów.